# Австрих, Даниил Евгеньевич
Даниил Евгеньевич Австрих — российский дирижёр, скрипач, альтист, педагог и музыкальный коуч (род. в 1984 в Ленинграде). С 1993 учился в Специальной музыкальной школе при Ленинградской консерватории, с 2001 — в Оберлинской консерватории (США). С 1997 г. живёт в Германии.

## Биография
Первым учителем музыки была мама, учившая его играть на пианино. С 5 лет стал заниматься скрипкой, а в 7 лет поступил в музыкальную школу в класс Виолетты Павловны Газиянц.
В 1991 году Даниил Австрих поступил в среднюю экспериментальную школу №157 (позже – гимназию) имени принцессы Е.М. Ольденбургской, но уже в 1993 году перешёл в музыкальный лицей при Санкт-Петербургской консерватории, в класс Аллы Арановской (первая скрипка в квартете «Санкт-Петербург»). В 10 лет исполнил «Времена года» Вивальди с оркестром Ленинградского государственного университета, а в 11 лет выступил в Большом зале Ленинградской филармонии с Государственным оркестром Эрмитажа «Санкт-Петербург Камерата».
В конце 1997 года переехал в Германию. Там он в возрасте 15 лет поступил в Гамбургскую музыкальную академию. В 1999 году он занял 1 место в конкурсе «Hamburg Instrumental Competition», а в 2001 году — в конкурсе молодых музыкантов Германии.
С 2004 г. продолжил образование в Кёльнской музыкальной академии у народного артиста СССР Виктора Третьякова.
Регулярно выступает на ведущих мировых площадках и фестивалях России, Европы, Израиля, Северной и Южной Америки, стран восточной Азии. Творческое сотрудничество связывает его с Давидом Герингасом, Ицхаком Перлманом, Андреем Барановым, Фёдором Белугиным, 
Алексеем Стадлером  и многими др. С 2012 по 2019 г. выступал в составе известного Квартета Микеланджело. С 2015 г. - доцент Высшей Школы Музыки в Кёльне.
В 2021 г. дебютировал как дирижёр в Эльбской Филармонии в Гамбурге.

## Награды
- 1999 — Гамбургский инструментальный конкурс (I премия)[2]
- 2001 — Немецкий конкурс юных музыкантов (I премия)
- 2005 — Международный конкурс имени Бетховена, Австрия (I премия)[2]
- 2005 — Международный конкурс имени Пабло Сарасате, Испания (II премия)[2]
- 2005 — Московский международный конкурс скрипачей имени Паганини, Россия (II премия)[3]